# Paulo Bento (oraș)
Paulo Bento este un oraș în Rio Grande do Sul (RS), Brazilia.